# Dendropsophus bokermanni
Dendropsophus bokermanni és una espècie de granota que viu al Brasil, Colòmbia, l'Equador, Perú i, possiblement també, a Bolívia.